# Zürcher Strassenbahn Gesellschaft
| Zürcher Strassenbahn Gesellschaft | Zürcher Strassenbahn Gesellschaft |
| --- | --- |
| Fahrt des letzten Zürcher Rösslitrams am 5. August 1900 | |
| Zürcher Tramnetz 1892 blau: Pferdestrassenbahnlinien blau gestrichelt: proketierte Pferdestrassenbahnlinien rot: Konzessionsgesuche für Elektro- und Dampfstrassenbahnen | |
| Streckenlänge: | 8,9 km |
| Spurweite: | 1435 mm mm |
| | |
| Eröffnungen: (Haltestellennamen von 2020) | 5. September 1882: Paradeplatz–Hauptbahnhof–Central– Helmhaus–Bellevue–Wildbachstrasse 28. September 1882: Paradeplatz–Brunaustrasse Helmhaus–Paradeplatz–Friedhof Sihlfeld 15. März 1894: Wildbachstrasse–Tiefenbrunnen |
| Auflösung der Gesellschaft: | 31. Dezember 1896 |
| Elektrifizierung Umspurung: | 18. Juni 1900–1. Oktober 1900 |
| Letzte Fahrt Rösslitram: | 5. August 1900 |

Die Zürcher Strassenbahn Gesellschaft (ZStG) war eine Strassenbahngesellschaft in der Schweiz. Sie wurde 1882 gegründet und betrieb ein knapp neun Kilometer langes Netz normalspuriger Pferdebahnlinien (Rösslitram) in der Stadt Zürich und drei damals noch eigenständigen Vorortsgemeinden. Die Stadt übernahm 1897 die ZStG und integrierte sie in die Städtische Strassenbahn Zürich (heutige Verkehrsbetriebe Zürich). Das Streckennetz wurde im Jahr 1900 auf Meterspur umgespurt und elektrifiziert.

## Geschichte
Zusammen mit der Compagnie générale des tramways suisses, der Betreiberin der Pferdebahn in Genf, reichte die Gemeinde Riesbach 1876 ein Gesuch für den Bau einer Strecke zwischen dem Hauptbahnhof und Tiefenbrunnen ein. Kantons- und Gemeindebehörden waren überzeugt, dass eine Strassenbahn nicht unter das Eisenbahngesetz falle und deshalb keine Konzession des Bundes erfordere. Die Bundesbehörden widersprachen dieser Auffassung, und die Diskussionen zogen sich über Jahre in die Länge. Schliesslich behielt sich der Bundesrat 1881 das Recht vor, letztinstanzlich die Konzessionen zu vergeben, überliess die Belange des Nahverkehrs sonst aber weitgehend den Kantonen.
Die Gemeinden Zürich, Aussersihl, Enge und Riesbach bildeten im selben Jahr einen Strassenbahnverband, mit dem Zürcher Stadtingenieur Arnold Bürkli als Vorsitzendem der Geschäftsleitung. Der Verband schrieb Bau und Betrieb eines Pferdebahnnetzes öffentlich aus, woraufhin sieben Unternehmen Offerten einreichten. Den Zuschlag erhielt die Firma Meston & Co. aus London. Nach der Erteilung der Konzession am 31. Januar 1882 folgte am 25. März die Gründung der Zürcher Strassenbahn Gesellschaft. Der Spatenstich fand am 16. Mai statt, die erste Strecke wurde am 5. September 1882 eröffnet. Sie war 4,3 km lang und führte vom Paradeplatz über Hauptbahnhof, Helmhaus und Bellevue nach Tiefenbrunnen (nahe der heutigen Haltestelle Wildbachstrasse). Im selben Monat kamen zwei weitere Strecken hinzu: am 24. September die 1,7 km lange Verbindung Paradeplatz–Stockgasse (heutige Brunaustrasse) und am 28. September der 2,6 km lange Abschnitt Helmhaus–Paradeplatz–Zentralfriedhof.
Während Pferdebahnen in der Regel ein Verhältnis von fünf bis sieben Pferden pro Wagen aufwiesen, begnügte man sich in Zürich mit durchschnittlich drei bis vier Pferden pro Wagen. Die ZStG musste sich deshalb den Vorwurf gefallen lassen, dass sie ihre Tiere zu Tode schinde. Die Strassenbahn erhöhte die Standortattraktivität des Stadtzentrums und der wohlhabenden Vororte Enge und Riesbach. Obwohl durch Aussersihl eine Linie zum Zentralfriedhof führte, war Tramfahren für die meisten Einwohner dieser proletarisch geprägten Gemeinde ein Luxus: Der durchschnittliche Fahrpreis ins Zentrum (15 Rappen) entsprach etwa einem Drittel des Stundenlohnes eines gelernten Arbeiters. Die einzige Erweiterung des Streckennetzes erfolgte am 15. März 1894, als ein 300 Meter langer Abschnitt zum neu eröffneten Bahnhof Tiefenbrunnen der rechtsufrigen Zürichseebahn eröffnet wurde.
1893 schlossen sich zwölf Gemeinden mit Zürich zusammen. Die Stimmberechtigten der deutlich gewachsenen Stadt nahmen am 23. Dezember 1894 die Kommunalisierung der ZStG mit 9228 Ja- gegen 4694 Nein-Stimmen an. Aufgrund der 15-jährigen Sperrfrist, die in der Konzession festgeschrieben worden war, konnte die Übernahme erst am 1. Januar 1897 vollzogen werden. Bereits sechs Monate zuvor ging die Elektrische Strassenbahn Zürich in städtischen Besitz über. Aus diesen beiden Unternehmen entstand die Städtische Strassenbahn Zürich (StStZ, heutige Verkehrsbetriebe Zürich). Mehr als drei Jahre lang hatte die Zürcher Strassenbahn zwei Betriebsteile, da die in der Zwischenzeit eröffneten elektrischen Tramlinien meterspurig gebaut worden waren. Die Pferdetramlinien sollten so rasch wie möglich elektrifiziert und umgespurt werden. Das Bauvorhaben war politisch weitgehend unbestritten und wurde in einer Abstimmung am 19. März 1899 mit 12'790 zu 3368 Stimmen angenommen. Der Umbau des früheren ZStG-Streckennetzes begann am 18. Juni 1900 und war am 1. Oktober abgeschlossen. Das letzte Zürcher Rösslitram verkehrte am 5. August 1900.
Das Stall- und Remisengebäude an der Seefeldstrasse 175 war mit dem Umbau überflüssig geworden. Mehrere Jahrzehnte lang diente die Liegenschaft als Domizil für eine Huf- und Wagenschmiede, in den 1950er-Jahren als Fahrrad- und Motorradwerkstatt. 1960 wurde das Gebäude abgerissen.

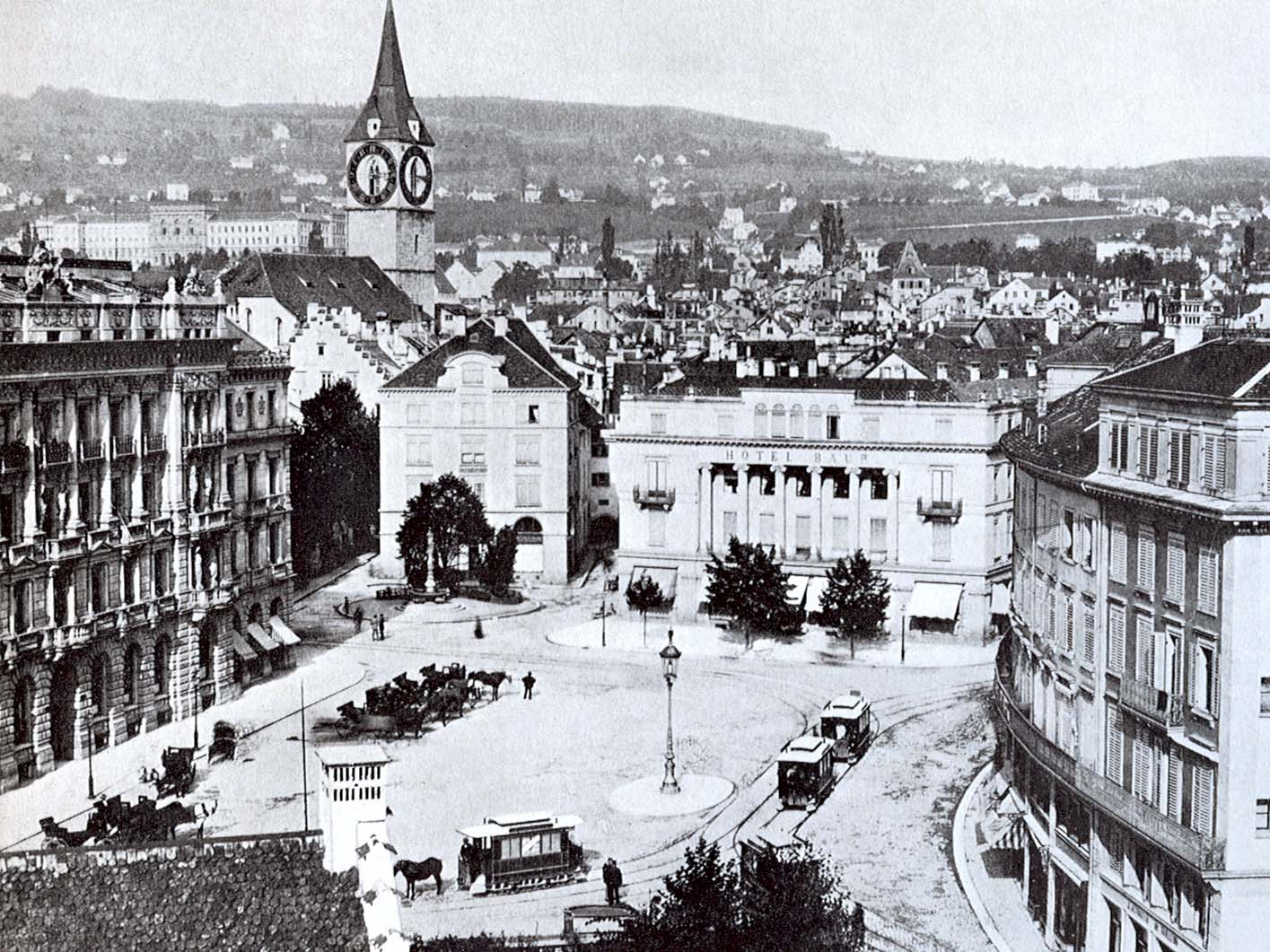
Pferdetrams der ZStG auf dem Paradeplatz (ca. 1888)
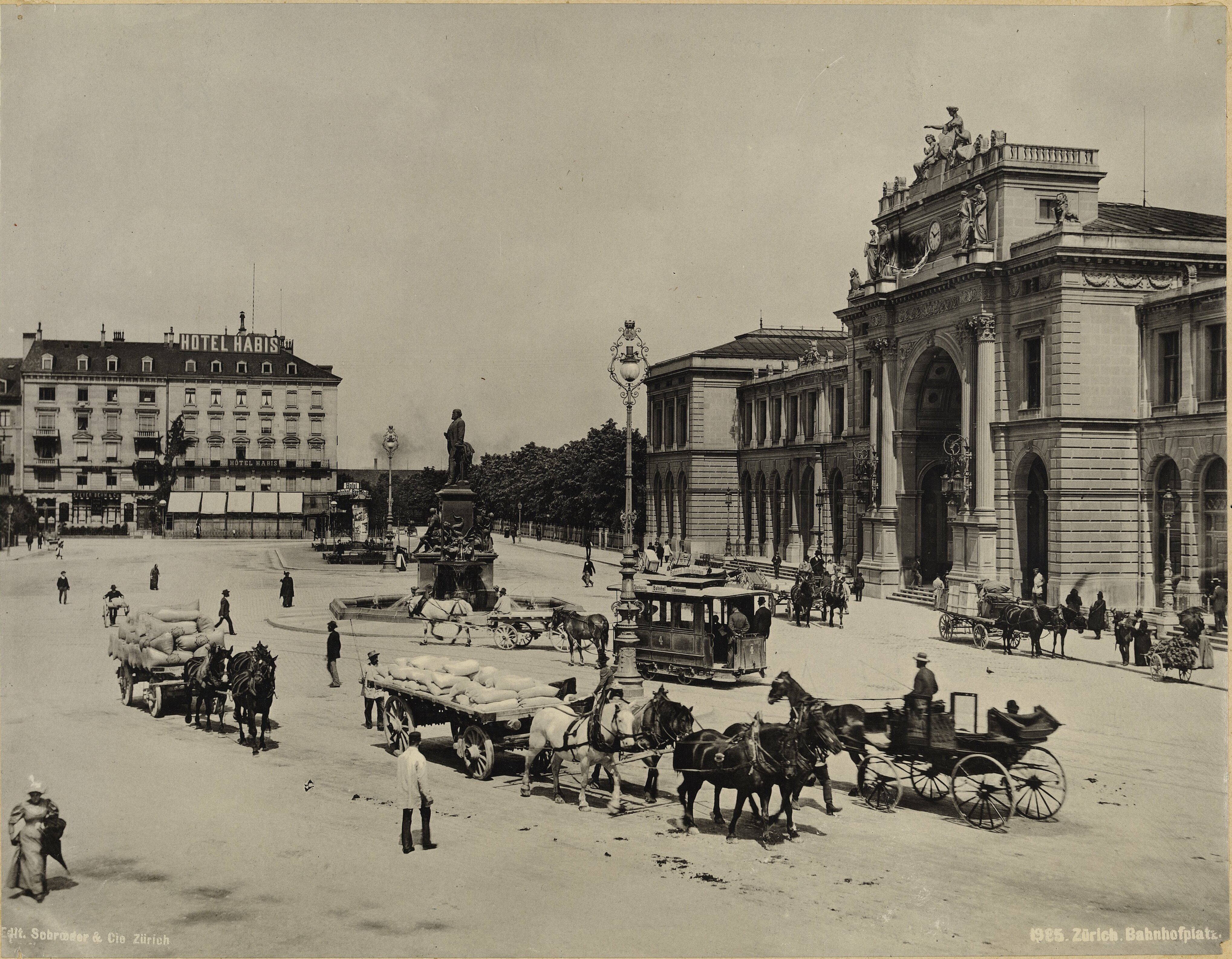
Bahnhofplatz nach 1882